# Gabriel Jars
Pour les articles homonymes, voir Jars et Gabriel Jars l'aîné.
Gabriel Jars dit "le jeune" est un chimiste et métallurgiste français né à Lyon le 26 janvier 1732, et mort à Clermont-Ferrand le 20 août 1769.

## Biographie
Gabriel Jars dit le jeune est le dernier fils de Gabriel Jars (père), directeur des mines de cuivre de Chessy et de Sain-Bel, et de Jeanne-Marie Valioud. Troisième garçon d'une famille comprenant trois garçons (Antoine-Gabriel, Gabriel dit "l'ainé", et Gabriel dit "le jeune") et trois filles,. Il fait ses premières études au grand collège des Jésuites de Lyon qui lui donne l'ouverture scientifique et la culture mathématique nécessaire. Il est appelé par son père quand celui-ci commence l'exploitation des mines de cuivre de Chessy et de Sain-Bel. Il se dirige alors vers une carrière de métallurgiste à laquelle il se donne avec ardeur et passion. De passage à Lyon, M. de Vallière, qui a connaissance de ses qualités, rencontre Gabriel Jars, et satisfait de cet entretien, le recommande à Daniel-Charles Trudaine, qui le fait entrer à l'École des ponts et chaussées en 1751. Il y apprend le dessin, les mathématiques et suit des cours de chimie pour mieux maitriser la métallurgie.
Il fait partie du petit groupe d'élèves que Daniel-Charles Trudaine accepte de spécialiser en matière de mines. Il effectue d'importants voyages sur des sites métallurgiques, dans toute l'Europe, afin de parfaire ses connaissances dans le domaine des techniques minières.
Il est l'auteur des Voyages métallurgiques, en 3 volumes, publiés par son frère Gabriel "l'aîné" en 1774.
On doit aussi à Gabriel le jeune un mémoire sur l'aérage naturel des mines. Il rédige en particulier un remarqué « Treizième mémoire » sur les mines de charbon et les forges de fer de l'Écosse (année 1765), les mines de charbon d'Écosse étant à cette époque plus développées qu'en France. Il organise aussi des voyages d'industriels et ingénieurs anglais ou écossais en France, pour faire progresser l'état de la science et des connaissances. Gabriel Jars contribue à l'introduction de nombreux procédés techniques en France, tout particulièrement la fonte au coke,.
Après sa mort à l'âge de 37 ans, son ami Jean-Pierre-François Guillot-Duhamel, également remarqué par Daniel-Charles Trudaine, poursuit ses recherches et travaux en les affinant.

## Parcours personnel, inspection des manufactures et académie des sciences
En 1753, le jeune Jars est envoyé en mission en Bretagne, dans l'Anjou, puis en Alsace, pour l'exploitation des mines et payé 400 livres par mois.
En 1755, il retourne dans l'exploitation familiale, après avoir été nommé Inspecteur général des Manufactures. Il construit à Chessy un grand fourneau pour affiner le cuivre produit par les mines de son père.
En 1756, le gouvernement de Louis XV charge deux ingénieurs, Jars et Duhamel , d'une mission de trois ans en Europe Centrale pour y étudier les mines et les forges. Les observations qu'ils en tirent démontrent les progrès nécessaires au développement dans notre pays. Il est nommé correspondant de l'Académie des sciences le 10 janvier 1761 et de l'académie des sciences Belles lettres et Arts de Lyon. De retour à Chessy, il construit un martinet pour compléter l'équipement de la fonderie.
il devient membre titulaire de l'Académie des sciences le 19 mai 1768, juste avant sa mort, au détriment de Lavoisier, bien que celui-ci eût été désigné en première ligne. Le gouvernement voulait en effet récompenser Jars des services rendus à l'industrie des mines et de la métallurgie. L'élection de Jars signe l'engagement industriel des chimistes, leur souci de contribuer à la formation des entrepreneurs. L'élection conjointe de Lavoisier traduit à contrario un tournant vers la science proprement dite, et l'affirmation de la constitution d'une chimie véritablement scientifique.
En Janvier 1769, il se rend en Lorraine, aux forges d'Hayange, propriété de la famille Wendel. c'est là qu'il réalise sa première expérience de substitution du charbon de terre désoufré appelé COKE, au charbon de bois dans le haut fourneau. Poussé par ce premier succès, il réitère son essai le 07 mars 1769 à Saint Etienne, afin de démontrer l'économie réalisable par ce nouveau procédé. Ce sera là sa dernière œuvre, puisqu'il mourut 5 mois plus tard.

## Voyages en France et en Europe
Après avoir visité et étudié en France pendant deux ans les exploitations de Poullaouen, Pont-Péan, Ingrande (houille) en Anjou et Sainte-Marie-aux-Mines, il consacre trois années à voyager en Saxe, Autriche, Bohême, Hongrie, Tyrol, Carinthie et Styrie. Il visite, en 1765, l'Angleterre d'où il rapporte les procédés pour la fabrication du minium. Puis en 1766, il visite la Hollande, le Hanovre, le Hartz, la Saxe, la Norvège et la Suède.
À la même époque que ses voyages, Jean-Baptiste Vaquette de Gribeauval modernise en 1765 le corps des mines et de l'artillerie, en standardisant et diminuant le nombre des calibres de canons, plus mobiles et résistants tandis qu'André Fougeroux de Secval séjourne en 1767 dans plusieurs forges pour y améliorer la qualité des matériaux et des processus pour le compte de l'armée royale.

## Héritage

### Une mort précoce qui suspend l'adoption du coke
Les conseils de Jars sont appréciés par François Ignace de Wendel, qui relève ses conseils sur l'affinage du fer à Creutzwald et à Hayange. Mais le succès des essais de production de fonte au coke à Hayange en 1769 sont les plus marquants. Jars poursuit ses recherches avec une rigoureuse campagne d'essai de production de fonte au coke, qui compare deux hauts fourneaux identiques à Saint-Étienne, l'un marchant au coke et l'autre au charbon de bois. Il prouve ainsi une économie de 25 % du coût du combustible (la quantité de coke consommée est plus importante, mais son prix est plus bas). Mais la transmission de son savoir est interrompue par son décès :
« Malheureusement ces essais pratiques de Saint-Étienne devaient être les derniers de Jars. Il meurt le 20 août 1769, à Clermont-Ferrand, à l'âge de 37 ans , d'une insolation au cours de sa mission, sans avoir eu le temps de transmettre tout ce qu'il avait appris sur les mines et les forges au cours de ses déplacements. Ces nombreux rapports n'avaient même pas été publiés.

Si les maîtres de forges avaient appris à « dessoufrer le charbon » pour en faire du « coak », il n'avaient toujours pas la maîtrise de la production de fonte avec ce nouveau combustible. La mort prématurée de Jars ne leur avait pas laissé le temps de recourir à ses compétences. »
— Jean Thomas Casarotto, La sidérurgie des Wendel entre Orne et Fensch 1704-1978

### L'un des pères du site industriel du Creusot
Le 15 septembre 1768, en rentrant à Dijon, c'est une lettre de l'intendant Bertin qui invite Gabriel Jars, en tant qu'ingénieur et correspondant de l'Académie des Sciences, aux mines de Montcenis, en Bourgogne. Le ministre lui demande d'aller visiter « une mine de charbon située à Montcenis, qu'il regarde comme très intéressante ». Jars se rend compte de l'intérêt du gisement de la Charbonnière et montre à François de la Chaise, le propriétaire, comment transformer le charbon de terre en coke, comme il l'a vu faire en Angleterre. Il est le premier à émettre l'idée d'installer, dans la vallée des Riaux et de Crozot (Montcenis), riche en charbon de terre (houille), des manufactures « pouvant être reliées par route à Chalon sur la Saône et à l’Arroux qui se jette dans la Loire ». En 1781 François Ignace de Wendel (maitre de forge) avec William Wilkinson (maitre de forge britannique) et Pierre Toufaire (ingénieur) créent la fonderie royale du Creuzot. Ce site deviendra en 1790, avec la création de la commune du Creuzot, le plus grand complexe métallurgique d'Europe continentale.